# Fenylaceton
Fenylaceton je organická sloučenina s chemickým vzorcem C6H5CH2COCH3. Jedná se o bezbarvý olej rozpustný v organických rozpouštědlech. Používá se při výrobě metamfetaminu a amfetaminu, při níž je běžná známá jako P2P. Kvůli nezákonnému použití byla v roce 1980 ve Spojených státech prohlášena za regulovanou látku zařazenou do seznamu II. U lidí se fenylaceton vyskytuje jako metabolit amfetaminu a metamfetaminu prostřednictvím oxidativní deaminace zprostředkované FMO3.

## Syntéza
Jedním ze způsobů výroby fenylacetonu je:
kyselina fenyloctová (C8H8O2) + anhydrid kyseliny octové (C4H6O3) + pyridinový katalyzátor → fenylaceton (C9H10O) + oxid uhličitý (CO2) + voda (H2O)
Někdy se místo pyridinu používá octan sodný.
Ve 20. století se k syntéze fenylacetonu používal chloraceton, benzen a bezvodý chlorid hlinitý. Reakce zahrnovala Friedelovu–Craftsovu alkylaci.